# دنیل آمفی‌تئاتروف
دنیل آمفی‌تئاتروف (روسی: Даниил Александрович Амфитеатров؛ ۲۹ اکتبر ۱۹۰۱ – ۴ ژوئن ۱۹۸۳) یک رهبر ارکستر، و آهنگ‌ساز اهل روسیه بود.
وی آهنگ‌ساز فیلم‌هایی همچون لسی به خانه بر می‌گردد، فن و کوه بوده است.